# 쓰카모토 유치원 유아교육학원
쓰카모토 유치원 유아교육학원(일본어: 塚本幼稚園幼児教育学園 츠카모토 요치엔 요지쿄이쿠 가쿠엔[*])은 오사카시 요도가와구 츠카모토에 있는 사립 학교이다. 학교법인 모리토모 학원이 운영하는 공학교이다. 일본 총리 아베 신조의 부인 아베 아키에가 이 유치원을 방문하였을 때 학원생이 "아베 총리는 일본을 지켜주는 사람"이라 한 말에 감동받아 이 학원의 명예교장에 취임하였었다. 
이 학원의 특징으로 센카쿠 열도, 북방 4개섬과 다케시마(독도)의 일본 영유권을 주장하고 안보법제 찬성, 중국과 대한민국 역사 교과서 왜곡 비판, 아베 총리를 지지하는 등 우익 교육을 하는 것으로 알려져있고 특히 학부모들에게 "한국인과 중국인은 싫다", "비뚤어진 사고방식을 가진 재일한국인과 중국인"이란 내용이 담긴 편지를 보낸 바 있어 논란이 되었다.
이 학원의 이사장은 아베 총리가 추진하는 개헌을 지지하는 단체 일본회의의 오사카 지역의 임원으로 활동하고 있기도 하다.